# ECO-IDC
Der ECO-IDC war ein Rennserie für Modellrennboote die von 2000 bis 2012 stattfand. IDC ist die Abkürzung für Internationaler Deutschland Cup.
Initiiert wurde diese Rennserie von Hans Büscher und Jörg Mrkwitschka. Die Idee dazu stammte aus dem Jahr 1992.
Ziel war es, auch außerhalb der Deutsche Meisterschaften Rennen der ECO-Klassen fahren zu können.
1998 wurde diese Idee wieder aufgegriffen. Im darauffolgenden Jahr wurde dann das erste Rennen ausgetragen.
Durch einsteigerfreundliche Klassen ermöglicht der IDC jedermann den Zugang zum Modellsport. Ende 2012 endete die Rennserie unter dem Namen ECO-IDC. Seit Anfang 2013 wir die Rennserie unter der Bezeichnung Deutscher-ECO-Cup durch Ursula und Thomas Kieper fortgeführt.

## Klassen
Die Rennserie unterstützt folgen Klassen:
- ECO Start
- ECO Standard
- ECO EXPERT

- S7
- S14 (evtl. bald S12)
- HS14